# Afrikanska mästerskapet i volleyboll för damer 2021
Afrikanska mästerskapet 2021 i volleyboll utspelade sig mellan 12 och 19 september 2021 i Kigali, Rwanda. I turneringen deltog nio lag från CAVBs medlemsförbund. Kamerun vann tävlingen för tredje gången i rad genom att vinna över Kenya i finalen. Christelle Tchoudjang-Nana, Kamerun, utsågs till mest värdefulla spelare. Värdarna Rwanda uteslöts ur mästerskapet i samband dess sista gruppspelsmatch mot Senegal. Detta då laget använt sig av spelare från Brasilien som inte godkänts som rwandiska av FIVB.

## Arenor
|                                                          |                                                 |  |
|                                                          |                                                 |  |
| Kigali Arena Stad: Kigali Kapacitet: 10 000 Öppnad: 2019 | Petit Stade Stad: Kigali Kapacitet: - Öppnad: - |  |

## Regelverk

### Format
Tävlingen bestod av två faser:
- Gruppspelsfasen, där lagen delades upp i två grupper där alla mötte alla i sin grupp. De två främsta i varje grupp gick vidare till slutspelsfasen för spel om plats 1-4, medan lag 3 och 4 i grupp B spelade om femteplats.
- Slutspelsfasen för spel om plats 1-4, skedde i cupformat med semifinal, match om tredjepris och final. Samtliga möten bestod av en direkt avgörande match.

### Rankningskriterier
Om slutresultatet blev 3-0 eller 3-1 tilldelades 3 poäng till det vinnande laget och 0 till det förlorande laget, om slutresultatet blev 3-2 tilldelades 2 poäng till det vinnande laget och 1 till det förlorande laget. 
Lagens position i respektive grupp bestämdes utifrån (i tur och ordnign):
- Antal vunna matcher
- Poäng
- Kvot vunna / förlorade set
- Kvot vunna / förlorade poäng.
- Inbördes möte

## Deltagande lag
| Lag            | Turnering                        | Deltog senast |
| -------------- | -------------------------------- | ------------- |
| Burundi        | Från zon 4                       | Debut         |
| Kamerun        | 1:a Afrikanska mästerskapet 2019 | Egypten 2019  |
| Kenya          | 2:a Afrikanska mästerskapet 2019 | Egypten 2019  |
| Marocko        | 6:a Afrikanska mästerskapet 2019 | Egypten 2019  |
| Nigeria        | Från zon 3                       | Kamerun 2017  |
| Kongo-Kinshasa | Från zon 4                       | Kamerun 2017  |
| Rwanda         | Värd                             | Kenya 2011    |
| Senegal        | 3:a Afrikanska mästerskapet 2019 | Egypten 2019  |
| Tunisien       | Från zon 1                       | Kamerun 2017  |

## Turneringen

### Gruppspel
| Grupp A | Grupp B        |
| ------- | -------------- |
| Marocko | Burundi        |
| Nigeria | Kamerun        |
| Rwanda  | Kenya          |
| Senegal | Kongo-Kinshasa |
|         | Tunisien       |

#### Grupp A

##### Resultat
| 12 september 2021 Kigali Arena, Kigali Speltid: ? - Åskådare: ?     | Nigeria | 3 - 0 | Senegal | 25-16, 25-18, 25-22        |
| 12 september 2021 Kigali Arena, Kigali Speltid: ? - Åskådare: ?     | Rwanda  | 3 - 1 | Marocko | 25-19, 25-18, 32-34, 25-22 |
| 13 september 2021 Kigali Arena, Kigali Speltid: ? - Åskådare: ?     | Nigeria | 0 - 3 | Rwanda  | 22-25, 23-25, 23-25        |
| 15 september 2021 Kigali Arena, Kigali Speltid: ? - Åskådare: ?     | Senegal | 0 - 3 | Marocko | 23-25, 17-25, 13-25        |
| 16 september 2021 Kigali Arena, Kigali Speltid: 0h:00 - Åskådare: 0 | Rwanda  | -     | Senegal | Ej genomförd               |
| 17 september 2021 Kigali Arena, Kigali Speltid: 0h:00 - Åskådare: 0 | Marocko | -     | Nigeria | Ej genomförd               |

##### Sluttabell
| Pos. | Lag     | Pt | G | V | P | VS | FS | Kvot  | VP  | FP  | Kvot  |
| ---- | ------- | -- | - | - | - | -- | -- | ----- | --- | --- | ----- |
| 1.   | Marocko | 3  | 2 | 1 | 1 | 4  | 3  | 1,333 | 168 | 160 | 1,050 |
| 2.   | Nigeria | 3  | 2 | 1 | 1 | 3  | 3  | 1,000 | 143 | 131 | 1,091 |
| 3.   | Senegal | 0  | 2 | 0 | 2 | 0  | 6  | 0,000 | 109 | 150 | 0,726 |
| 4.   | Rwanda  | 6  | 2 | 2 | 0 | 6  | 1  | 6,000 | 182 | 161 | 1,130 |

      Kvalificerade för semifinal.

#### Grupp B

##### Resultat
| 12 september 2021 Kigali Arena, Kigali Speltid: ? - Åskådare: ? | Burundi        | 0 - 3 | Kongo-Kinshasa | 18-25, 15-25, 13-25 |
| 12 september 2021 Kigali Arena, Kigali Speltid: ? - Åskådare: ? | Kamerun        | 3 - 0 | Kenya          | 25-20, 25-21, 25-19 |
| 13 september 2021 Kigali Arena, Kigali Speltid: ? - Åskådare: ? | Tunisien       | 0 - 3 | Kamerun        | 15-25, 18-25, 17-25 |
| 13 september 2021 Petit Stade, Kigali Speltid: ? - Åskådare: ?  | Kongo-Kinshasa | 0 - 3 | Kenya          | 12-25, 12-25, 19-25 |
| 15 september 2021 Kigali Arena, Kigali Speltid: ? - Åskådare: ? | Kamerun        | 3 - 0 | Burundi        | 25-15, 25-14, 25-14 |
| 15 september 2021 Kigali Arena, Kigali Speltid: ? - Åskådare: ? | Kenya          | 3 - 0 | Tunisien       | 25-20, 25-19, 25-21 |
| 16 september 2021 Kigali Arena, Kigali Speltid: ? - Åskådare: ? | Burundi        | 0 - 3 | Kenya          | 8-25, 9-25, 11-25   |
| 16 september 2021 Kigali Arena, Kigali Speltid: ? - Åskådare: ? | Kongo-Kinshasa | 0 - 3 | Tunisien       | 17-25, 16-25, 17-25 |
| 17 september 2021 Kigali Arena, Kigali Speltid: ? - Åskådare: ? | Kamerun        | -     | Kongo-Kinshasa | Ej genomförd        |
| 17 september 2021 Kigali Arena, Kigali Speltid: ? - Åskådare: ? | Tunisien       | -     | Burundi        | Ej genomförd        |

##### Sluttabell
| Pos. | Lag            | Pt | G | V | P | VS | FS | Kvot  | VP  | FP  | Kvot  |
| ---- | -------------- | -- | - | - | - | -- | -- | ----- | --- | --- | ----- |
| 1.   | Kamerun        | 9  | 3 | 3 | 0 | 9  | 0  | MAX   | 225 | 153 | 1,470 |
| 2.   | Kenya          | 9  | 4 | 3 | 1 | 9  | 3  | 3,000 | 285 | 206 | 1,383 |
| 3.   | Tunisien       | 3  | 3 | 1 | 2 | 3  | 6  | 0,500 | 185 | 200 | 0,925 |
| 4.   | Kongo-Kinshasa | 3  | 3 | 1 | 2 | 3  | 6  | 0,500 | 168 | 196 | 0,857 |
| 5.   | Burundi        | 0  | 3 | 0 | 3 | 0  | 9  | 0,000 | 117 | 225 | 0,520 |

      Kvalificerade för semifinal.
      Kvalificerade för spel om femteplats

### Slutspelsfasen

#### Spel om plats 1-4
|  | Semifinaler | Semifinaler | Semifinaler |         |    | Final               | Final               | Final               |  |
|  |             |             |             |         |    |                     |                     |                     |  |
|  | 1A          | Marocko     | 0           |         |    |                     |                     |                     |  |
|  | 1A          | Marocko     | 0           |         |    |                     |                     |                     |  |
|  | 2B          | Kenya       | 3           |         |    |                     |                     |                     |  |
|  | 2B          | Kenya       | 3           |         | 2B | Kenya               | 1                   |                     |  |
|  |             |             |             |         | 2B | Kenya               | 1                   |                     |  |
|  |             |             | 1B          | Kamerun | 3  |                     |                     |                     |  |
|  | 1B          | Kamerun     | 1B          | Kamerun | 3  | 3                   |                     |                     |  |
|  | 1B          | Kamerun     |             |         |    | 3                   |                     |                     |  |
|  | 2A          | Nigeria     | 0           |         |    | Match om tredjepris | Match om tredjepris | Match om tredjepris |  |
|  | 2A          | Nigeria     | 0           |         |    |                     |                     |                     |  |
|  |             |             |             |         |    |                     |                     |                     |  |
|  |             |             |             |         |    | 1A                  | Marocko             | 3                   |  |
|  |             |             |             |         |    | 1A                  | Marocko             | 3                   |  |
|  |             |             |             |         |    | 2A                  | Nigeria             | 0                   |  |

##### Semifinaler
| 19 september 2021 Kigali Arena, Kigali Speltid: ? - Åskådare: ? | Marocko | 0 - 3 | Kenya   | 12-25, 21-25, 11-25 |
| 19 september 2021 Kigali Arena, Kigali Speltid: ? - Åskådare: ? | Kamerun | 3 - 0 | Nigeria | 25-13, 35-33, 25-13 |

##### Match om tredjepris
| 20 september 2021 Kigali Arena, Kigali Speltid: ? - Åskådare: ? | Marocko | 3 - 0 | Nigeria | 25-19, 25-17, 25-18 |

##### Final
| 20 september 2021 Kigali Arena, Kigali Speltid: ? - Åskådare: ? | Kenya | 1 - 3 | Kamerun | 21-25, 23-25, 25-15, 23-25 |

#### Match om femteplats
| 19 september 2021 Kigali Arena, Kigali Speltid: ? - Åskådare: ? | Tunisien | 3 - 0 | Kongo-Kinshasa | 25-17, 25-11, 25-20 |

## Slutplaceringar
| Pos | Lag            |
| --- | -------------- |
|     | Kamerun        |
|     | Kenya          |
|     | Marocko        |
| 4.  | Nigeria        |
| 5.  | Tunisien       |
| 6.  | Kongo-Kinshasa |
| 7.  | Senegal        |
| 8.  | Burundi        |
| 9.  | Rwanda         |

## Individuella utmärkelser[8]
| Utmärkelse              | Namn                       | Lag     |
| ----------------------- | -------------------------- | ------- |
| Mest värdefulla spelare | Christelle Tchoudjang-Nana | Kamerun |
| Bästa anfallare         | Sharon Chepchumba          | Kenya   |
| Bästa blockare          | Gladys Ekaru               | Kenya   |
| Bästa servare           | Laetitia Moma Bassoko      | Kamerun |
| Bästa passare           | Alexandra Erhart           | Marocko |
| Bästa mottagare         | Mercy Moim                 | Kenya   |
| Bästa libero            | Yousra Souidi              | Marocko |